# Gerd Höllerl
Gerd Höllerl (* 1942) ist ein ehemaliger österreichischer Basketballspieler, -funktionär und -trainer.

## Leben
Höllerl nahm 1964 mit Österreichs Nationalmannschaft an der Ausscheidungsrunde zu den Olympischen Sommerspielen teil. Er bestritt 68 Länderspiele. Höllerl spielte auf Vereinsebene in der Zeit 1960 bis 1964 sowie 1966 bis 1970 für den EK Engelmann Wien, Union Kuenring Wien (1966 bis 1970), Anfang der 1970er Jahre (und bis 1974) dann für den ATSV Mounier Wels, 1974/75 bei Union Hernals-Schotten sowie von 1975 bis 1977 bei BSC Asturia Klosterneuburg. 1972 war er in den Welser Farben mit 571 erzielten Punkten bester Korbjäger der Bundesliga. Er wurde als Spieler acht Mal Staatsmeister (1960 bis 1962, 1966 und 1967 bis 1970).
Als Trainer betreute der Vater von Stefan Höllerl von 1977 bis 1979 den BK Klosterneuburg und führte diesen 1978 zum Meistertitel, ab 2002 war er Vizepräsident der Österreichischen Basketballliga (ÖBL) sowie ab 2003 des Österreichischen Basketballverbandes. Hauptberuflich war Höllerl als Rechtsanwalt tätig.